# Louis Lliboutry
Louis Lliboutry, né le 19 février 1922 à Madrid et mort le 20 octobre 2007 à La Tronche,, est un glaciologue, géodynamicien et alpiniste français. Lors d'un séjour au Chili au début des années 1950, il analyse et explique la formation des pénitents de neige dans les Andes, ce qui constitue la première de ses contributions à la glaciologie. Il fonde à Grenoble en 1958 un laboratoire de glaciologie dont il sera directeur pendant 25 ans, et met sur pied à l'université de Grenoble un enseignement de géophysique générale. Ses apports à la mécanique des milieux visqueux (glace et manteau terrestre) et à la géodynamique sont reconnus internationalement.

## Biographie

### Formation
Louis Antonin François Lliboutry naît à Madrid le 19 février 1922 de parents français originaires de la région de Perpignan. Rapatrié en 1936 lors de la Guerre civile espagnole, il manifeste très tôt son intérêt pour la recherche et l'exploration, suscité par sa lecture des romans de Jules Verne, ainsi que des Souvenirs entomologiques de Jean-Henri Fabre qui le conduisent à observer et collectionner des insectes. Il note aussi sa passion d'alors pour le Meccano, qui a peut-être orienté sa carrière de chercheur en mécanique.
Après des études secondaires à Perpignan et Montpellier, il se retrouve, sous l'occupation allemande, élève à l'École normale supérieure de la rue d'Ulm, d'où il sort en avril 1945 après avoir passé l'agrégation de sciences physiques. Son classement de 3e ex-æquo lui permet d'accepter le poste d'« assistant de faculté » que lui propose Louis Néel pour préparer une thèse d'État à Grenoble. C'est en août 1945, lors d'un stage à l'École de haute montagne de Chamonix, qu'il découvre l'alpinisme. En taillant des marches dans la glace du glacier des Bossons, il réalise qu'il « grimpe sur de l'eau ». Dès lors, et cinq ans durant, il gravit de nombreux sommets des Alpes savoyardes et dauphinoises.
Il soutient en juin 1950 sa thèse d'État qui porte sur les variations d'aimantation d'un barreau d'acier doux sous l'effet de chocs et de tractions. Néel reconnaît en lui un collaborateur hors pair, « à l'esprit original, à l'intelligence vive, d'un caractère un peu fantasque ». Mais Lliboutry voit mal comment s'épanouir dans le laboratoire de son ancien patron et avoue être à deux doigts d'abandonner toute carrière universitaire. Par l'intermédiaire du ministère des Affaires étrangères, il parvient à obtenir un détachement de plusieurs années à l'université du Chili pour y former des professeurs du secondaire. Il prend ses fonctions à Santiago en mars 1951.

### Les années andines
Il contacte peu après le Club alpin français qui prépare une expédition au Fitz Roy (3 405 m), un sommet argentin encore invaincu des Andes de Patagonie. Devenu scientifique de l'expédition, il a l'occasion de rencontrer Juan Perón à la Casa Rosada à deux reprises : à l'aller pour des questions logistiques, et au retour pour y être décoré. Depuis le camp de base, il fait de nouveaux levés topographiques de la région environnante, mal cartographiée sur les documents argentins de l'époque où les altitudes sont très approximatives. Il monte par deux fois jusqu'au camp III, 400 m en dessous du sommet que Lionel Terray et Guido Magnone atteignent en février 1952 au terme de plus d'un mois d'approche et d'attente au cours de laquelle Lliboutry se fait remarquer de Terray par son appétit redoutable.

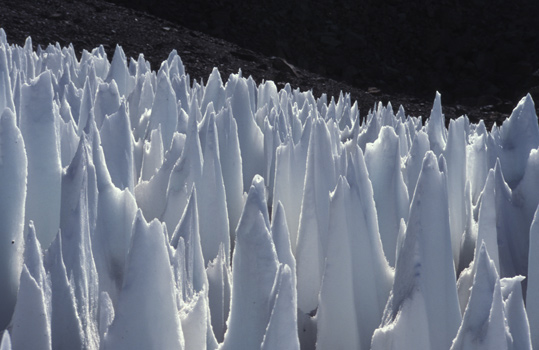
Pénitents au-dessus du Río Blanco, en Argentine.

L'enseignement qu'il assure au « Pedagógico » (Institut pédagogique) de l'université du Chili lui laisse cependant le temps d'explorer les Hautes Andes de Santiago où certains glaciers, en particulier des glaciers rocheux, ne sont pas encore cartographiés,. Les levés qu'il y réalise seront encore utilisés près de quarante ans plus tard. En mars 1952, vers 4 700 m d'altitude dans le Nevado Juncal (de) qui jouxte l'Aconcagua, il observe pour la première fois des pénitents de neige, de mystérieuses structures auxquelles Charles Darwin s'était déjà trouvé confronté et que les autochtones attribuaient au vent sculptant le névé. Lliboutry explique qualitativement leur formation, due à des phénomènes de fonte et de radiation réémise par les pénitents dans l'infrarouge. C'est là sa première contribution glaciologique importante.
Lliboutry passe sa dernière année au Chili (1955) à rédiger un volume de près de 500 pages, Nieves y glaciares de Chile, qui préfigure les deux tomes de son futur Traité de glaciologie (plus de 1 000 pages). Dans les décennies suivantes, son expertise en glaciologie et géophysique sera sollicitée à plusieurs reprises en Amérique latine, notamment par le gouvernement péruvien et l'UNESCO, avant et après la catastrophe de Yungay (lave torrentielle survenue par la vidange de lacs situés à proximité du glacier Huascarán, faisant 20 000 victimes le 31 mai 1970).

### Le glaciologue
Il rentre en France en 1956 où l'attend à Grenoble un poste de maître de conférences, puis, quelques années plus tard, une chaire de professeur. Il prend rapidement contact avec les Expéditions polaires françaises (missions Paul-Émile Victor) et différents instituts suisses, américains et canadiens impliqués en glaciologie. On retrouve Lliboutry sur le terrain au Groenland et au Spitzberg, mais ce sont surtout les glaciers alpins qui vont mobiliser dans un premier temps le nouveau  « Laboratoire de glaciologie alpine » qu'il fonde à Grenoble en 1958. Le glacier de Saint-Sorlin, la Mer de Glace et le glacier d'Argentière en deviennent ainsi de véritables annexes : les balises d'ablation implantées à partir de 1957, les forages et carottages réalisés ultérieurement, vont permettre d'une part l'étude de détail de la dynamique des glaciers alpins, d'autre part la mise au point d'appareils utilisés par la suite lors de campagnes plus lourdes aux îles Kerguelen et en Antarctique.
Le glissement des glaciers sur leur socle est un problème qui occupera Lliboutry tout au long de sa vie. Il y consacrera vingt articles au total, les premiers remontant à 1958. Il comprend le rôle que peut jouer l'eau sous-glaciaire pour ouvrir des cavités à l'aval des irrégularités du socle. Lorsque la pression d'eau augmente localement, les contraintes exercées par la glace sur les reliefs du socle étant plus faibles à l'aval qu'à l'amont, des cavités s'ouvrent et « gomment » une partie de la rugosité du socle. Plus la pression d'eau est grande, plus les cavités sont grandes, plus le socle paraît lisse pour la glace qui peut alors temporairement accélérer, comme en début de saison estivale à l'échelle saisonnière ou en début d'après-midi à l'échelle journalière. Malgré tous ses efforts, Lliboutry constate peu de temps avant sa mort qu'on n'avait guère progressé sur le sujet depuis les années 1960 et qu'observer la base des glaciers, accessible seulement par quelques rares galeries sous-glaciaires, reste une tâche difficile. Depuis la fin du 2e millénaire, la contribution des glaciers et des calottes polaires à la montée du niveau des mers a cependant réactualisé ce problème, faisant de Lliboutry un pionnier internationalement reconnu du glissement sous-glaciaire.
En 1972, il se lance dans l'analyse de détail des bilans de masse du glacier de Saint-Sorlin. Ceux-ci pouvaient être mesurés, depuis 1957, par tout un réseau de jalons implantés dans la glace dans la zone d'ablation (permettant ainsi d'accéder à l'ablation nette), ainsi que par des forages dans la zone d'accumulation (mesure de l'accumulation nette). Ces statistiques délicates débouchent sur le « modèle linéaire de Lliboutry », dans lequel il constate que les fluctuations temporelles sur les balises d'ablation sont très similaires d'un site à l'autre : deux glaciers alpins, par exemple en France et en Autriche, montrent les mêmes variations. Lliboutry démontre ainsi que l'influence du climat sur les glaciers est très similaire d'un bout à l'autre de la chaîne alpine.
Le laboratoire fondé en 1958 devient vingt ans plus tard le Laboratoire de glaciologie et géophysique de l'environnement dont Lliboutry sera directeur jusqu'en 1983 ; puis, dix ans après sa mort, l'Institut des géosciences de l'environnement, y perdant au passage sa spécificité de glaciologie.

### Le géodynamicien
Dès les années 1950, Lliboutry s'intéresse à la structure interne du Globe, et il est remarquable de constater que les chapitres de livres et les monographies qu'il rédige entre 1973 et 2000 sont davantage consacrés à la géodynamique qu'à la glaciologie. Il note ainsi que
le manteau terrestre, même s'il se déforme un million de fois plus lentement que les glaciers, présente finalement avec la glace une analogie beaucoup plus grande que celle que l'on peut établir entre la glace et les fluides visqueux usuels, qui se déforment mille milliards de fois plus vite. En 1959, il crée à Grenoble, au niveau de la maîtrise puis du D.E.A., un enseignement de géophysique générale qui s'épanouira avec la révolution vécue par les sciences de la Terre au cours de la décennie suivante (théorie de la « tectonique des plaques »).
Un article qu'il publie en 1969 sur une modélisation de la convection mantellique le fait entrer, notamment avec Claude Allègre, Xavier Le Pichon et Dan McKenzie, dans le cercle à l'époque très fermé des chercheurs européens à la pointe de la nouvelle théorie. Il est le premier à remarquer que la viscosité de l'asthénosphère, due à une fusion partielle (de l'ordre d'un pour cent), présente une analogie avec ce qui survient dans les glaciers dits « tempérés », où la glace subit là aussi une fusion partielle du même ordre de grandeur, avec coexistence d'une phase liquide et d'une phase solide. Il modélise aussi le rebond post-glaciaire de la lithosphère tel que celui observé en Fennoscandie ou au Canada à la suite de la disparition des calottes de glace quaternaires, ce qui lui permet d'en déduire les propriétés mécaniques du manteau terrestre, sa rhéologie et sa viscosité.
Dans un autre registre, la plus originale de ses publications est probablement un article publié en 1974. La cinématique des plaques considère arbitrairement l'une des plaques lithosphériques constituant la surface du Globe (habituellement la plaque Antarctique) comme fixe, et le mouvement des autres plaques est décrit relativement à cette dernière. Les mouvements « absolus » sont eux beaucoup plus délicats à déterminer ; pour y parvenir, on se sert habituellement des points chauds, supposés invariants dans le temps tandis qu'au-dessus d'eux dérivent les plaques. Partant d'un principe « simple » (le moment résultant des vitesses absolues des plaques sur tout le Globe est nul), Lliboutry parvient à calculer ce mouvement absolu pour toutes les plaques connues à l'époque, sans avoir à faire intervenir le « référentiel des points chauds ». Les deux approches concordent remarquablement.

## Distinctions
- Chevalier de la Légion d'honneur (1991)[24]
- Commandeur de l'ordre des Palmes académiques (1977)[24]

Il préside de 1976 à 1980 la Société européenne de géophysique, puis, entre 1983 et 1987, la Commission internationale des neiges et glaces, une émanation de l'Association internationale d'hydrologie scientifique. Élu membre honoraire de la Société internationale de glaciologie (en) en 1978, il reçoit en 1993 de cette Société le Seligman Crystal (en), un prix récompensant les avancées majeures faites dans cette science (un récipiendaire tous les deux ans en moyenne).
Un livre retrace sa contribution à l'émergence de la glaciologie moderne.

## Postérité
Au Chili, la montagne Cerro Lliboutry (1 980 m), en bordure du champ de glace Sud de Patagonie, a été baptisée en son honneur. Gravie pour la première fois en 2005, elle est désormais désignée par « el Lliboutry » dans les guides d'alpinisme chiliens. Son nom a aussi été officiellement donné en 1983 au glacier Lliboutry (en), qui s'écoule des monts Boyle (en) au fjord Bourgeois (en) (péninsule Antarctique).

## Sélection de publications
Dans cette sélection, chaque publication est signée « Louis Lliboutry » comme unique auteur.
- L'aimantation des aciers dans les champs magnétiques faibles : effets des tensions, des chocs, des champs magnétiques transversaux (Thèse d'État ès sciences physiques), Paris, Masson, 1950, 102 p.
- « La région du Fitz Roy (Andes de Patagonie) », Revue de géographie alpine, vol. 41, no 4,‎ 1953, p. 667-694 (lire en ligne).
- « Le massif du Nevado Juncal (Andes de Santiago), ses pénitents et ses glaciers », Revue de géographie alpine, vol. 42, no 3,‎ 1954, p. 465-495 (lire en ligne).
- (en) « The origin of penitents », Journal of Glaciology, vol. 2, no 15,‎ 1954, p. 331-338 (DOI 10.3189/S0022143000025181, lire en ligne).
- (es) Nieves y glaciares de Chile : fundamentos de glaciología, Santiago, Ediciones de la Universidad de Chile, 1956, 471 p.
- Physique de base pour biologistes, médecins, géologues, Paris, Masson, 1959 (réimpr. 1963), 421 p.
- Traité de glaciologie, t. 1 : neige, glace, hydrologie nivale, Paris, Masson, 1964, VI-428 p.
- Traité de glaciologie, t. 2 : glaciers, variations du climat, sols gelés, Paris, Masson, 1965, 612 p.
- « Physique des glaciers », dans Jean Goguel (dir.), Géophysique, Paris, Gallimard, coll. « Encyclopédie de la Pléiade » (no 8), 1971, 1304 p., p. 960-1026.
- chap. 1 « Mécanique des solides : bases physiques », dans Jean Coulomb et Georges Jobert (dir.), Traité de géophysique interne, t. 1 : Sismologie et pesanteur, Paris, Masson, 1973, XXV-646 p., p. 1-48.
- chap. 3 « Frottement, rupture et origine des séismes », dans Jean Coulomb et Georges Jobert (dir.), Traité de géophysique interne, t. 1 : Sismologie et pesanteur, Paris, Masson, 1973, XXV-646 p., p. 67-82.
- chap. 17 « Isostasie, propriétés rhéologiques du manteau supérieur », dans Jean Coulomb et Georges Jobert (dir.), Traité de géophysique interne, t. 1 : Sismologie et pesanteur, Paris, Masson, 1973, XXV-646 p., p. 473-505.
- chap. 41 « Courants de convection et dynamique des plaques », dans Jean Coulomb et Georges Jobert (dir.), Traité de géophysique interne, t. 2 : Magnétisme et géodynamique, Paris, Masson, 1976, 600 p., p. 501-571.
- Tectonophysique et géodynamique, Paris, Masson, 1982, 339 p.
- (en) Very Slow Flows of Solids: Basics of Modeling in Geology and Glaciology, Dordrecht, Kluwer, 1987, 509 p.
- Sciences géométriques et télédétection, Paris, Masson, 1992, 289 p.
- Géophysique et géologie, Paris, Masson, 1998, XIV-462 p.
- (en) Quantitative Geophysics and Geology, Londres, Springer, 2000, 481 p.